# Budrovci
Budrovci su naselje u sastavu grada Đakova, Osječko-baranjska županija, Republika Hrvatska.
Nalazi se 5 km južno od Đakova.
Budrovci su nastali vjerojatno u isto vrijeme kada i ostala mjesta Đakovštine u 13. i 14. stoljeću.
Mjesto je dobilo ime po rodu Budrovac koje je imalo selište na području današnjeg atara. 
Kao selište u posjedu gospodara Levne spominje se 1474. godine.

## Povijest
Počeci života na području Slavonije i Đakovštine sežu iz sredine neolitika. Neolitičkih lokaliteta ima na području Budrovaca: Crnilovac, Semberija, Gradina, Jabučane i na Štrbincima. Može se pouzdano ustvrditi da su prvi stanovnici bili poljodjelci, stočari i lovci. Krajem neolitika javlja se novo stanovništvo s naprednijom kulturom. Novi stanovnici Iliri umjesto kamenom, služili su se prvim poznatim metalima: bakrom. Tragovi Ilira postoje na Štrbincima.
U vrijeme kasnog brončanog doba na ova područja dolaze novi doseljenici sa sjevera. Javljaju se prvi tragovi poznavanja željeza. Pretpostavlja se da su željezo unijeli Sigimi u 6. stoljeću prije Krista. Veći nalazi željeznih predmeta kod Blata, Čorovica i na Štrbincima vezuju se za dolazak Kelta pred kraj 4. stoljeća prije Krista.
Početkom prvog stoljeća prije Krista započinje rimsko osvajanje Ilirika i Rimljani postadoše gospodari ovog područja. U to vrijeme pučanstvo se nastanjuje po manjim agrarnim selištima. Gradskih središta u neposrednoj blizini nije bilo. Rimljani su gradili prometnice i uz njih osnivali postaje koje su vršile lokalnu upravu. Takva postaja bila je i Certissa. Pretpostavlja se da su Štrbinci lokalitet na kojem se nalazilo ovo rimsko nasalje. Tragove rimskih objekata otkrivamo i na Plugariću.
U drugoj polovici 4. stoljeća javljaju se novi sukobi i progoni. Odjednom nestaju narodi gotovo čitave Europe te kroz naše krajeve počinju prolaziti razni narodi, dolazeći s istoka i sjevera (Huni, Avari i Slaveni). Padoše Mursa, Cibalia, Certissa i Marsonija. Tako se na đakovačkom prostoru zatire rimska civilizacija.
Nakon velikih seoba krajem 6. stoljeća čitav đakovački kraj naseljavaju Hrvati. Najviše teškoća dolazilo im je od Avara. Hrvati su na ovom tlu uspjeli sačuvati svoju individualnost. Naselja su osnovana tamo gdje su za to postojali povoljni uvjeti. Nova selišta nastala su ponovno na temeljima davno opustjelih naseobina. Ranije župane po selima zamjenjuju seoski župnici. Seoska zemljišna zajednica je osnovna gospodarska jedinica koja vezuje ljude. Svatko je na svojoj zemlji bio slobodan gospodar, a zemllje je mogao imati koliko je mogao da je iskrči i obrađuje. Poslovi i potrebe od zajedničkog interesa rješavaju se dogovorom, na plemenskom ili župnom zborištu. Nažalost, takav život nije dugo postojao.
Dolaskom Ugra u Panonsku nizinu dolazi do novih previranja i seoba. Đakovački kraj našao se u središtu tih događaja. Kako Ugri dosta brzo prihvaćaju kršćanstvo, dolazi do smirivanja, a ženidbom kralja Zvonimira s vladajućom ugarskom porodicom Arpadovića Hrvatska se povezuje sa svojim susjedima. Ugarsko-hrvatski kraljevi imaju velike povlastice. Širi se novi sustav feudalnih odnosa. Kralj Bela III. daruje bosanskom biskupu u posjed đakovački feud. Bosanski biskup Nikola 1303. godine ima u Đakovu svoju rezidenciju kao sjedište bosanske biskupije. Naokolo srednjovjekovnog Đakova na prostoru biskupskog feuda nalazila su se mala poljoprivredna selišta bili su biskupovi kmetovi i davali su desetinu. Zbog velikog prostranstva đakovačkog feuda i premalog broja poljodjelskog stanovništva đakovački biskupi vrlo rano započinju naseljavati taj prostor stanovništvom iz susjedne Bosne.
Nesuglasje nakon smrti kralja Ljudevita 1382. godine između bosanskog kralja Tvrtka i nadvojvode Sigmunda bilo je početak pripreme osmanlijskih osvajanja Bosne. Turci bez većeg otpora 1463. godine ulaze u Bosnu. Nakon osvajanja Ugarske 1526. godine, početkom rujna 1536. godine osvajaju i Đakovo. Dolaskom Turaka počela je islamizacija, većina đakovačkih sela ne prihvaća islam. Gospodarstvo su uredili na način da bolju zemlju i veće posjede crkvenog vlastelinstva dodijele našim ljudima kao spahiluke, a slabiju zemlju do 24 jutra nekadašnjim kmetovima. Turci su po okolnim selima tražili da narod izabere svog starješinu – seoskog kneza koji je morao voditi brigu da se obveze sela prema spahiji redovito podmiruju. Život domaćeg puka po okolnim selima odvijao se većinom u rodovskim zadrugama. Tako se lakše živjelo, posjedi se nisu usitnjavali, a i osobna sigurnost za pojedinca bila je veća. Razvijala se rodovska stega, smisao za poslušnost, pošenje i marljivost. U tursko vrijeme stanovnici Budrovaca pripadali su pod Halibegoviće. Kao zadnji turski vlastelin spominje se Halil Beg iz Đakova.
Življenje u zajednici čuvalo je tradiciju, govor, nošnju i običaje. Carska vojska 1687. godine protjerala je Turke preko Save. Već 1692. godine dolaze u Đakovo naslovni biskup bosanski fra Nikola Ogramić koji zna da je tu nekoć bilo sjedište njegove biskupije. Oramić je isposlovao od carske komore u Beču pravo da smije tu obnoviti svoju biskupsku stolicu i uživati nekadašnje vlastelinstvo. Sve do 1747. godine isključivi gospodari ovdašnjeg naroda bili su dakovački biskupi. Tek osnutkom Virovitičke županije i stupanjem u život terezijanskih urbara, biskupova vlast je sužena, a odnosi vlaselinstva prema kmetovima uređeni su posebnim uredbama. Biskup je od sada svoju vlast po selima vršio preko plaćenih nadglednika (španova). Lokalnu upravnu vlast po selima nastavljaju voditi seoski knezovi.
Sredinom 19. stoljeća odvijaju se u đakovačkim selima duboke imovinske i socijalne promjene. Uzorci tih promjena potječu, u prvom redu, od zaključka hrvatskog Sabora 1848. godine kojim se u čitavoj Hrvatskoj ukida kmetstvo. Dotadašnji vlastelinski kmetovi, koji su skoro 200 godina radili svom biskupu, postaju odjednom slobodni poljodjelci i vlasnici svoje zemlje.

## Kultura
- KUD Šokadija Budrovci – društvo je osnovano 1983. god.
- U Budrovci, na nedilju bilu – održava se svake godine na Mladi Uskrs, u sklopu koje se također održava smotra pučkog crkvenog pjevanja
- Rubina zlatne jeseni – dječja smotra folklora koja se održava tijekom rujna svake godine
- Pokladna zabava
- Dobrovoljno vatrogasno društvo Budrovci

## Obrazovanje
- Osnovna škola Budrovci

Osnovna škola Budrovci osnovana je 1847.
Kao jedna od šesnaest odgojno-obrazovnih ustanova u Republici Hrvatskoj i oko 130 u zemljama jugoistočne Europe postala je sudionik međunarodnog projekta Učenje za poduzetništvo u školskoj godini 2014./15., te u listopadu 2016. godine stekla status Europske poduzetničke škole.
U sastavu škole je područna škola u Đurđancima. 

## Sport
- NK Slavonija Budrovci – klub je osnovan 1948. i trenutno se natječe u 2. ŽNL Osječko-baranjskoj NS Đakovo.
- Kup Branimira Špehara
- Lovačko društvo "Fazan" Budrovci

## Stanovništvo
Prema popisu stanovništva iz 2021. godine u Budrovcima živi 1107 stanovnika.
| broj stanovnika | 1534  | 1328  | 1178  | 1181  | 1186  | 1388  | 1311  | 1514  | 1754  | 1810  | 1847  | 1661  | 1609  | 1538  | 1419  | 1260  | 1107  |
|                 | 1857. | 1869. | 1880. | 1890. | 1900. | 1910. | 1921. | 1931. | 1948. | 1953. | 1961. | 1971. | 1981. | 1991. | 2001. | 2011. | 2021. |